# Śriranga I
Śriranga I (ur. 1572, zm. 1586) – król Widżajanagaru z dynastii Arawidów. Najstarszy z synów Tirumala Deva Raya.
Panował do 1586. Okres rządów Śrirangi I wypełniały konflikty wewnętrzne.

## Literatura
- Śriranga I, [w:] M. Hertmanowicz-Brzoza, K. Stepan, Słownik władców świata, Kraków 2005, s. 791.